# Alpenpokal 1962
Der Alpenpokal 1962 war die 3. Auflage des Fußballwettbewerbs. CFC Genua gewann das Finale gegen den FC Grenoble.

## Vorrunde
|                       | Gesamt |                    | Hinspiel | Rückspiel |
| --------------------- | ------ | ------------------ | -------- | --------- |
| CFC Genua             | 5:2    | Girondins Bordeaux | 3:1      | 2:1       |
| FC Chiasso            | 0:3    | US Alessandria     | 0:1      | 0:2       |
| US Valenciennes-Anzin | 8:5    | AC Monza           | 2:3      | 6:2       |
| FC Grenoble           | 10:40  | FC Sion            | 5:1      | 5:3       |

## Halbfinale
|                       | Ergebnis |                |
| --------------------- | -------- | -------------- |
| FC Grenoble           | 1:0      | US Alessandria |
| US Valenciennes-Anzin | 1:2      | CFC Genua      |

## Finale
Das Spiel fand am 29. Juni 1962 in Genua statt.
|           | Ergebnis |             |
| --------- | -------- | ----------- |
| CFC Genua | 1:0      | FC Grenoble |